# 菅原由美子
菅原 由美子（すがわら ゆみこ、1976年7月17日 - ）は日本の陸上競技選手。
神奈川県横浜市出身。横浜国立大学教育学部卒業。

## 競技成績
- 1998年　関東インカレ - 200m 優勝 大会新
- 1998年　全日本インカレ - 200m 優勝
- 1998年　全日本学生種目別選手権- 200m 優勝
- 2000年　全日本実業団 - 200m 2位
- 1998年、1999年、2000年　日本vs中国対抗陸上 - 日本代表
- 2000年　アジア選手権 - 200M、4×100mR 日本代表
- 2004年　国民体育大会 - 100m 4位
- 2005年　全日本実業団 - 200m 3位